# روين هيننينجز
روين هيننينجز (بالألمانية: Rouwen Hennings)‏ (28 أغسطس 1987 بباد أولدزلوه في ألمانيا - ) هو لاعب كرة قدم ألماني في مركز الهجوم. شارك مع منتخب ألمانيا تحت 19 سنة لكرة القدم ومنتخب ألمانيا تحت 20 سنة لكرة القدم ومنتخب ألمانيا تحت 21 سنة لكرة القدم. أما مع النوادي، فقد لعب مع نادي بيرنلي ونادي سانت باولي ونادي كارلسروه ونادي هامبورغ ونادي أوسنابروك ونادي هامبورغ 2 ‏.

## وصلات خارجية
- روين هيننينجز على موقع قاعدة بيانات كرة القدم.إي يو (الإنجليزية)
- روين هيننينجز على موقع بيانات كرة القدم. دي إي (الألمانية)
- روين هيننينجز على موقع Soccerbase.com (لاعب) (الإنجليزية)
- روين هيننينجز على موقع Soccerway.com (الإنجليزية)
- روين هيننينجز على موقع عالم كرة القدم.نت (الإنجليزية)
- روين هيننينجز على موقع AS.com (الإسبانية)